# راسل فارنهام
راسل فارنهام (بالإنجليزية: Russel Farnham)‏ هو مستكشف أمريكي، ولد في 1784 في ماساتشوستس في الولايات المتحدة، وتوفي في 23 أكتوبر 1832 في سانت لويس في الولايات المتحدة بسبب كوليرا.